# Taoufik Ben Brik
Taoufik Ben Brik (Jérissa, 1960) è un giornalista e scrittore tunisino.
Oppositore di Ben Ali, è stato a più riprese perseguitato dal regime. Fece scalpore il suo sciopero della fame nel 2000.

## Pubblicazioni
- Et maintenant, tu vas m'entendre, Aloès/Exils Éditeur, Tunis/Paris, 2000 ISBN 2912969204
- Le rire de la baleine, Le Seuil, Paris, 2000 ISBN 2020475332
- Une si douce dictature. Chroniques tunisiennes 1991-2000, éd. La Découverte, Paris, 2001 ISBN 2707133248
- Chronique du mouchard, La Découverte, Paris, 2001 ISBN 2707135860
- Ben Brik Fi El Kasr, Dar El Kaws, Tunis, 2001
- Ben Brik président suivi de Ben Avi la momie, Exils Éditeur, Paris, 2003 ISBN 2912969409
- The Plagieur, Exils Éditeur, Paris, 2004 ISBN 2912969514
- Tunisie, la charge... Position-s, RMR, Tunis, 2011 ISBN 9973086112